# Eerste boek van Henoch

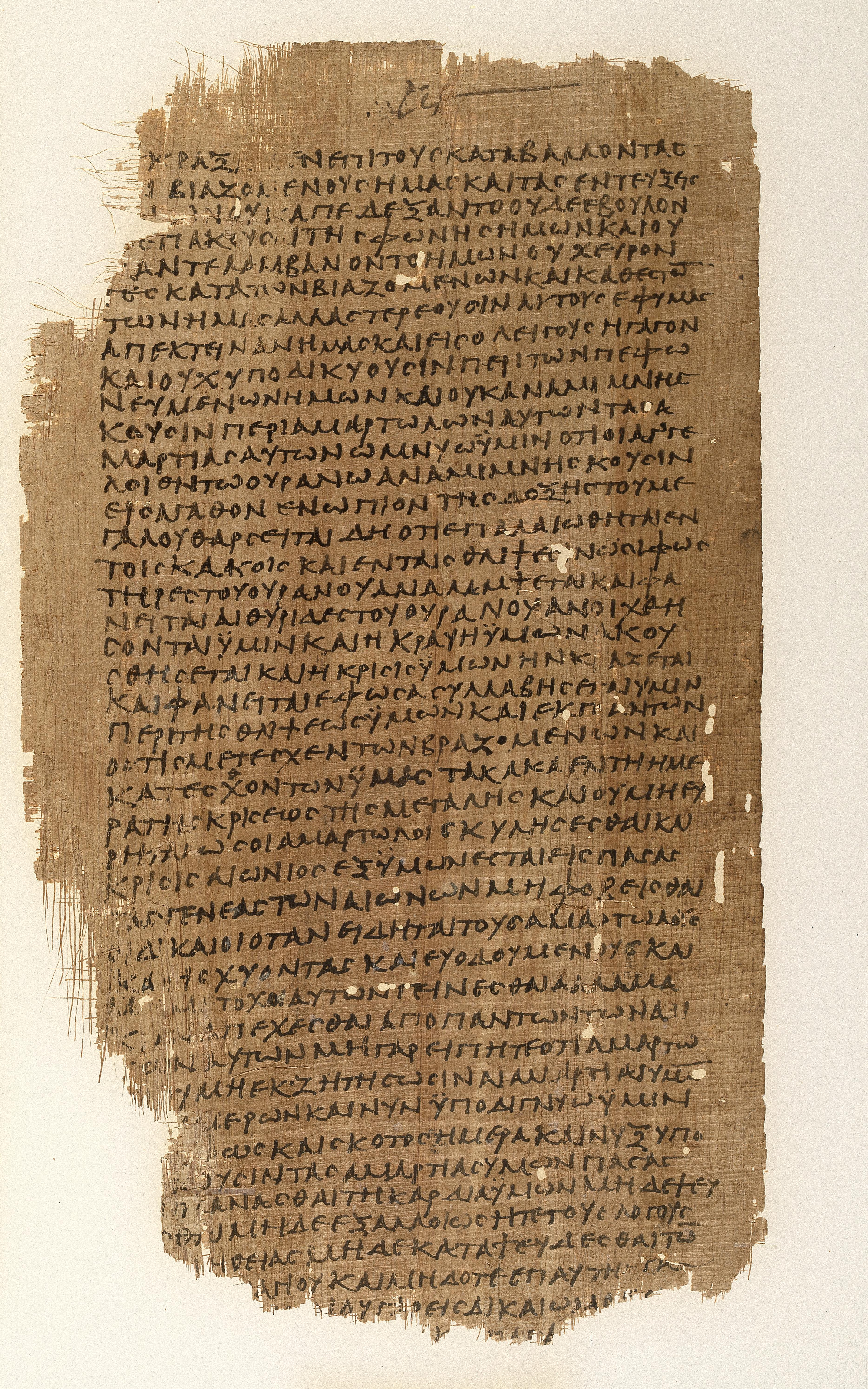
Een fragment van I Henoch uit de Dode Zeerollen

Het Eerste boek van Henoch (I Henoch) maakt deel uit van de oud-Israëlitische literatuur en wordt als zodanig gerekend tot de pseudepigrafen. Een volledige versie van het werk is alleen in het Ge'ez bewaard gebleven. De ontdekkingsreiziger James Bruce bracht in 1774 na een jarenlange reis door Afrika drie kopieën in die taal mee naar Europa. Het boek staat dan ook wel bekend als het 'Ethiopisch Boek van Henoch'. Deze Ethiopische versie berust mogelijk op een Griekse vertaling waarvan drie omvangrijke fragmenten bekend zijn. De Griekse vertaling gaat terug op een oorspronkelijke Aramese of Hebreeuwse  tekst. Van een Hebreeuwse tekst is echter nooit iets gevonden. Onder de Qumranteksten bevinden zich talrijke fragmenten van I Henoch.

## Indeling
Het boek bestaat uit verschillende onderdelen, afkomstig van verschillende auteurs en verschillende tijden.
De volgende wetenschappelijke indeling wordt breed gesteund onder tekstcritici:
- Wekenapocalyps, 91:12-17; 93:1-10, vroeg vóór-Makkabese tijd
- Fragmenten Henochitische visioenen, 12-16, vroeg vóór-Makkabese tijd
- Fragmenten van het Boek van Noach, 6-11; 106; 54:7-55:2; 60; 65-69:25, Laat vóór Makkabese tijd
- Op zichzelf staand fragment, 105, vóór Makkabese tijd?
- Droomvisioenen, 83-90, 165-161 v.Chr
- Boek van de hemellichten,72-82, 110 v.Chr
- Parabels, 37-71, 105-64 v.Chr
- Latere toevoegingen aan droomvisioenen, 91:1-11, 18, 19; 92, 105-104 v.Chr
- Inleidende hoofdstukken, 1-5, laat vóór-Christelijke tijd.

Er bestaan diverse literaire indelingen. Hierna volgt een recente indeling
- Het boek van de Wachters (1-36)
- Het boek van de parabels (37-71)
- Het boek van de hemellichten (72-82)
- Het boek van de droomvisioenen (83-90)
- Het boek van de brief[7] van Henoch (91-107)

In een oudere indeling worden 91-104 samengenomen onder het opschrift Boek van vermaning en beloofde zegen voor de rechtvaardigen en vloek en bestraffing voor de zondaren en 106-108 onder het opschrift Fragmenten uit het boek van Noach.

## Canoniciteit
Het is mogelijk om canoniciteit te beoordelen vanuit een ruimere strekking van het begrip canoniek. Hierbij is de gedachtewereld in de canonieke geschriften uitgangspunt. De tekst van I Henoch is van grote invloed geweest op het Nieuwe Testament. In dat verband ligt het voor de hand I Henoch te beschouwen als een compositie van op zichzelf staande delen. De slothoofdstukken (91-104, 106 en 107) hebben oorspronkelijk als een apart geschrift onder de naam "Epistolè Enôch" in de oud-christelijke kerk gecirculeerd. Zo waren meer onafhankelijke fragmenten van het latere I Henoch bekend. Het is niet zeker wanneer de samenvoeging van de afzonderlijke delen heeft plaatsgevonden. Slechts enkele passages (105 en 108) verraden een vroeg-christelijke redactie. Losse fragmenten moeten bekend zijn geweest in de tijd van de Apostelen. In de na-exilische periode deed de apocalyptiek zijn intrede en daarom is het goed mogelijk dat de ontwikkeling tot wat wij kennen als I Henoch in die periode heeft plaatsgevonden.

## Inhoud
Boek I:
Het Boek van de Wachters 1-36. Het Boek van de reuzen is in belangrijke mate een navertelling hiervan.
1 - 5
- De rechtvaardigen en de goddelozen (1: 1-3b).
- Theofanie (1:3c-9)
- Aanklacht (2-5:4).
- Uitspraak (5:1-4)
- Oordeel (5:5-9)

Deze inleidende hoofdstukken zijn zeer waarschijnlijk door de eindredactie aan I Henoch toegevoegd. De openingszin is kort en bondig: "De zegen van Henoch, waarmee hij de uitverkorenen en rechtvaardigen heeft gezegend, die in de dag van de rampspoed zullen leven, als alle zondaren en goddelozen weggedaan zullen worden; en de rechtvaardigen gered zullen worden." De rechtvaardigen en uitverkorenen worden als de eigenlijke adressanten van het geschrift ingewijd in de openbaringen die volgen.
Dit introductiehoofdstuk van I Henoch bevat tevens de zinsnede (1:9) die in het Nieuwe Testament wordt geciteerd (Judas 14-15).
En ziet! Hij zal komen met tienduizenden van Zijn heiligen.
Om over allen gericht te houden.
En alle goddelozen te verdelgen.
En om alle vlees te straffen wegens al hun goddeloze daden
die zij in hun goddeloosheid bedreven hebben.
En voor alle harde woorden die goddeloze zondaren
tegen hem gesproken hebben.
Het citaat is niet geheel letterlijk te herleiden tot de tekst in één handschrift. De tekst doet deels denken aan een Griekse tekstvorm en deels aan een Ethiopische tekst.
6 - 16
- De val van de engelen (6-11).
- Visioen van Henoch - pleidooi voor de Wachters (12).
- Pleidooi voor Azazel (13-14:7).
- Visioen van Henoch (14:8-16:4).

In I Henoch wordt de val van de engelen uitvoerig beschreven. Genesis 6 heeft een zeer beknopte weergave van dezelfde gebeurtenis. Er zijn parallellen met de Sumerische mythologie. Met de Nephilim van Genesis 6 wordt dezelfde categorie bedoeld als de Enakieten van Deuteronomium 1:28 en de Anunnaki van de Sumerische kleitabletten.
17 - 36
- Eerste reis (17-19)
- De zeven aartsengelen (20)
- Tweede reis (21-22)
- Het vuur van het westen (23)
- De zeven bergen in het Noordwesten en de Boom van Leven (24-25)
- Jeruzalem met haar bergen, dalen en beken (26)
- Het vervloekte Gehinnomdal (27)
- Reis naar het oosten (28-33)
- Reis naar het noorden (34)
- Reis naar het westen (35)
- Reis naar het zuiden (36)

Boek II:
Het boek van de Parabels 37-71
Dit deel van het boek is geschreven in de periode rond de aanvang van de jaartelling. Het is van  alle vroege joodse bronnen het meest expliciet over de Mensenzoon, een goddelijke gestalte naast God zelf. Aan het eind van het verhaal in dit deel wordt Henoch meegenomen naar de ‘hemel van alle hemelen‘. Hij wordt daar ontvangen door God, de vier aartsengelen en ontelbare andere engelen en wordt daar geintroniseerd  als de mensenzoon zelf
37 - 71
- Opschrift (37:1)
- Inleiding (37:2-5)

De eerste parabel 38-44
- Het gericht over de goddelozen (38)
- De woningen van de rechtvaardigen (39:1-5)
- De woning van de Uitverkorene (39:6-8)
- Lofprijzing van Henoch (39:9-11)
- Lofprijzing van de Wachters (39:12-14)
- De vier aartsengelen (40)
- Het gericht (41:1-2,9)
- De woonplaats van Wijsheid en van Onrecht (42)
- Astronomische geheimen (41:3-8; 43-44)
- Astronomische geheimen (43-44)

De tweede parabel 45-57
- Het gericht over de afvalligen (45:1-3)
- Herschepping van de hemel en de aarde (45:4-6)
- Het Hoofd der dagen en de Zoon des mensen (46)
- Recht gedaan aan de rechtvaardigen (47)
- De fontein van de gerechtigheid (48:1)
- De Zoon des mensen (48:2-7)
- Het gericht over de machthebbers (48:8-10)
- De macht en wijsheid van de Uitverkorene (49)
- De glorie en zegepraal van de rechtvaardigen (50:1-2a)
- Het berouw van de heidenen (50:2b-3)
- Het gericht over de onboetvaardigen (50:4-5)
- De opstanding van de doden (51:1-2)
- De Messiaanse tijd (51:3-5)
- De zeven metalen bergen en de Uitverkorene (52)
- Het dal van het gericht (53)
- Het vuur van de Gehinnomdal (54:1-6)
- De zondvloed (54:7-55:2)
- Het laatste gericht over Azazel, de wachters en hun kinderen (55:3-56:4)
- De laatste strijd tegen het land van Zijn uitverkorenen
- De terugkeer uit de Diaspora

De derde parabel 58-71
- Het heil voor de rechtvaardigen (58)
- De geheimen van de bliksem en de donder (59)
- De beving van de hemel (60:1-6)
- Behemoth en Leviathan (60:7-25)
- De engelen met de meetsnoeren (61)
- Het gericht over de koningen en de machthebbers (62)
- Het berouw van de koningen en de machthebbers (63)
- De gevallen engelen in de Tartaros (64)
- Henoch voorzegt aan Noach de zondvloed (65)
- De engelen die het water in toom houden (66)
- Gods beloften aan Noach (67:1-3)
- De engelen in het brandende dal (67:4-7)
- De genezende en bestraffende wateren (67:8-13)
- Michaël en Rafaël; de strengheid van het oordeel (68)
- De namen van de gevallen engelen (69:1-3)
- De namen en daden van de satans (69:4-13)
- De verborgen Naam en de eed (69:14-29)
- De hemelvaart van Henoch (70)
- Visioen van de hemel (71)

Boek III
Het boek van de hemellichten 72-82
72-82
- De zon (72)
- De maan en haar schijngestalten (73)
- Het maanjaar (74)
- De vier toegevoegde dagen (75)
- De twaalf winden en hun poorten (76)
- De vier windstreken (77:1-3)
- De zeven bergen (77:4)
- De zeven rivieren (77:5-7)
- De zeven eilanden (77:8)
- De twee namen van de zon (78:1)
- De vier namen van de maan (78:2)
- De gelijke omvang van zon en maan (78:3)
- De zeven maten licht van de zon (78:4)
- De loop van de zon en van de maan (78:5-79:6)
- Wanorde in de natuur en hemellichamen (80-81)
- Opdracht aan Henoch over de vier toegevoegde dagen (82)

Boek IV
Het boek van de droomvisioenen 83-90
83-90

## Angelologie
Volgens I Henoch bewonderden de engelen niet alleen de aardse vrouwen, maar leerden ze aan de mensen ook bepaalde duistere kunsten, zoals het maken van wapens. Uiteindelijk belandt hoofdengel Azazel met al zijn volgers in de Tartaros voor deze misdaden. De Tartaros geldt in I Henoch als plaats waar engelen gestraft worden. Als zodanig komt de betekenis van dit woordgebruik overeen met die in de Griekse tekst van het Nieuwe Testament (II Petrus 2:4). In I Henoch 20:3 wordt de aartsengel Uriël genoemd als de Wachter die gesteld is over de Tartaros. In de Septuagint wordt de Tartaros genoemd in Job 40:15 (20), 41:23 (24); Spr 24:51 (30:16). Zie ook Hel (mythologie).
Azazel benadert Henoch in een droom met als doel hem te smeken gratie voor hem en de zijnen te bepleiten bij God. Terwijl Henoch in de hemel is, krijgt hij daar een rondleiding van de aartsengel Uriël, die Henoch leert over de posities van de sterren en planeten in het heelal.